# ATC kód H05
ATC kód H05 Homeostasa kalcia je hlavní terapeutická skupina anatomické skupiny H. Systémové hormonální přípravky kromě pohlavních hormonů a inzulinu.

## H05A Hormony příštítných tělísek a analogy

### H05AA Hormony příštítných tělísek a analogy
H05AA02 Teriparatid
H05AA03 Parathormon

## H05B Antiparatyreoidální látky

### H05BA Léčiva obsahující kalcitonin
H05BA01 Kalcitonin

### H05BX Jiné antiparatyreoidální látky
H05BX01 Cinacalcet

## Poznámka
- Registrované léčivé přípravky na území České republiky.
- Informační zdroj: Státní ústav pro kontrolu léčiv, Všeobecná zdravotní pojišťovna.